# Sumelocenna-Museum

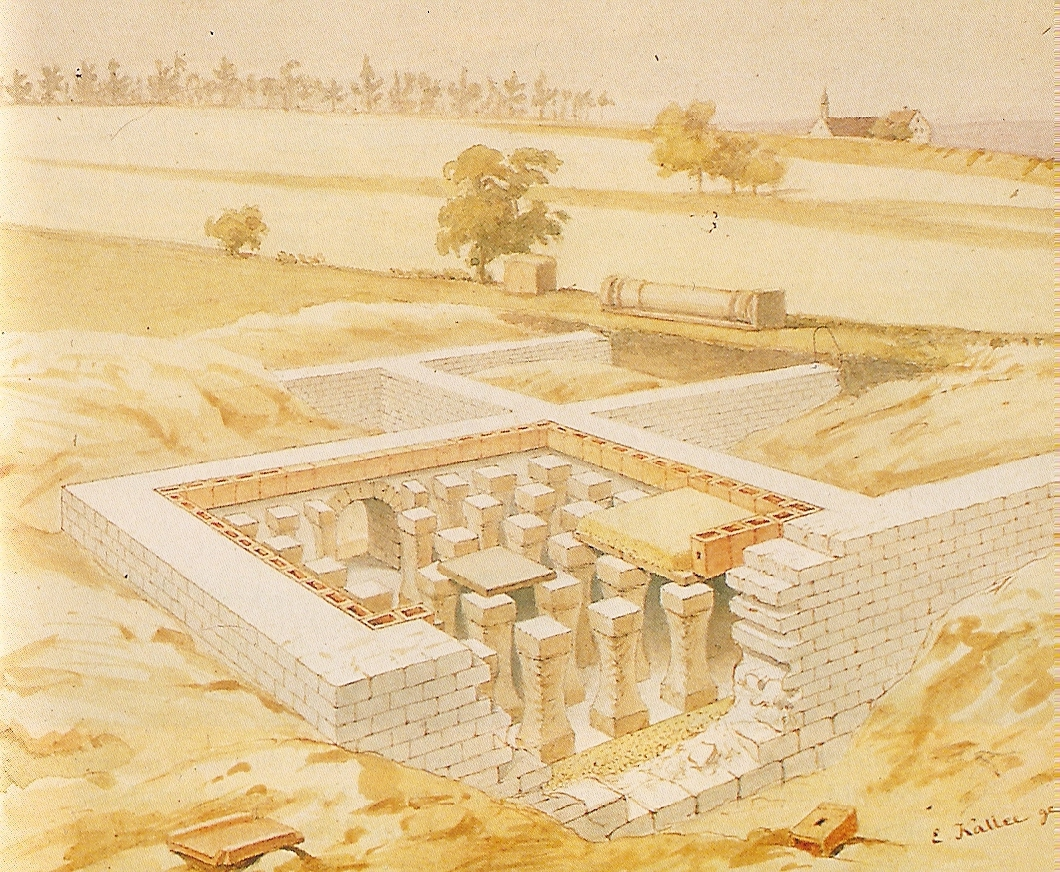
Künstlerische Darstellung von Sumelocenna von Eduard von Kallee.

Das Sumelocenna-Museum (Römisches Stadtmuseum) ist ein archäologisches Museum in Rottenburg am Neckar im Landkreis Tübingen. Das Museum zeigt das Alltagsleben der provinzialrömischen Bevölkerung im antiken Sumelocenna, dem heutigen Rottenburg.
Das Museum wurde mit Unterstützung des Landes Baden-Württemberg, des Sülchgauer Altertumsvereins Rottenburg und verschiedener Sponsoren eingerichtet und im November 1992  eröffnet. Die ausgegrabenen Reste der antiken Stadt sind teilweise in den Museumsbau integriert. Der wohl beeindruckendste Gebäudeteil ist die 32 Meter lange, luxuriös ausgestattete römische Toilettenanlage. Das Museum bietet einen Einblick in die Hygieneverhältnisse und die Ingenieurs- und Handwerkerleistungen der römischen Zeit. Die ausgestellten archäologischen Funde werden durch zahlreiche Rekonstruktionen, Modelle und Grafiken anschaulich ergänzt. Besonders sehenswert ist ein Diorama mit rund 650 Zinnfiguren.
Die regelmäßigen Sonderausstellungen, die meist die praktischen Aspekte des damaligen Lebens zeigen, erfreuen sich großer Beliebtheit, genauso wie das alle zwei (ungeraden) Jahre am letzten Wochenende im August stattfindende Römerfest.